# Rétköz

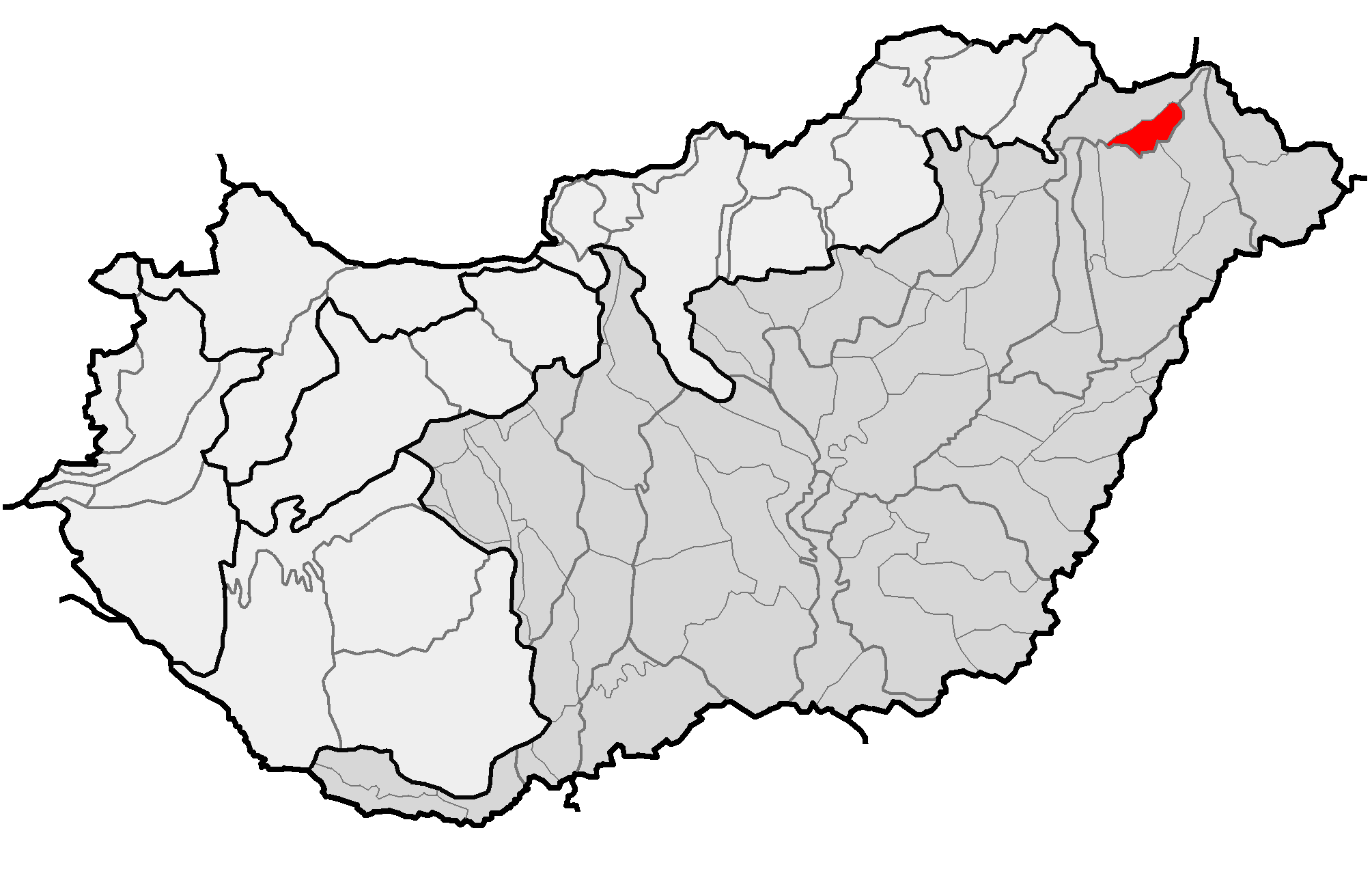
Położenie na mapie Węgier

Rétköz – niewielka kraina geograficzna w północno-wschodnich Węgrzech, część Wielkiej Niziny Węgierskiej. Równina ograniczona od północy doliną Cisy, a od południa kanałem Lónyai csatorna. Na północy graniczy z bliźniaczym regionem Bodrogköz, na południu z krainą Nyírség. Do czasu regulacji Cisy w XIX wieku Rétköz stanowił jej terasę zalewową, w dużej części zabagnioną. Obecnie, po osuszeniu, większość jego powierzchni zajmują łąki i pastwiska. 